# Acheilognathus hypselonotus
Acheilognathus hypselonotus är en fiskart som först beskrevs av Bleeker, 1871.  Acheilognathus hypselonotus ingår i släktet Acheilognathus och familjen karpfiskar. Inga underarter finns listade i Catalogue of Life.